# Euthenarus
Euthenarus is een geslacht van kevers uit de familie van de loopkevers (Carabidae). De wetenschappelijke naam van het geslacht is voor het eerst geldig gepubliceerd in 1874 door Bates.

## Soorten
Het geslacht Euthenarus omvat de volgende soorten:
- Euthenarus bicolor Moore, 1985
- Euthenarus brevicollis Bates, 1874
- Euthenarus brunneus Sloane, 1917
- Euthenarus comes Sloane, 1898
- Euthenarus morganensis (Blackburn, 1890)
- Euthenarus nigellus Sloane, 1920
- Euthenarus promptus (Erichson, 1842)
- Euthenarus puncticollis Bates, 1874